# Stephan Steinberger

Stephan Steinberger

Stephan Steinberger (auch Pater Corbinian; * 14. Dezember 1833 in Ruhpolding; † 28. Juni 1905 in Anger) war ein bayerischer Bergsteiger und Kapuzinerpater.

## Leben
1833 auf einem kleinen Bauernhof geboren, war Stephan Steinberger schon von Geburt an für den Beruf eines Priesters bestimmt. Er besuchte ab dem Alter von zehn Jahren das damals noch in Freising befindliche Erzbischöfliche Priesterseminar. Hier begann er mit ausgedehnten Wanderungen und Bergtouren. Bekannt wurden etwa seine Besteigung des Sonntagshorns (1961 m), die er mit einer Wanderung nach Traunstein verband, sowie die des Schafbergs (1782 m) nach einem Anmarsch von 70 Kilometern von Ruhpolding aus. Das Hochgebirge war für ihn in dieser Zeit schwer erreichbar, weshalb er als Training für kommende Gletschertouren viele Winterbesteigungen in den bayerischen Alpen unternahm.
Sein erster großer alpinistischer Erfolg gelang ihm am 17. August 1854 mit seiner Besteigung des Großglockners (3798 m). Dieser Berg war bis dahin hauptsächlich von Großexpeditionen mit wissenschaftlichem Anspruch, jedenfalls aber immer unter Zuhilfenahme von einheimischen Bergführern bestiegen worden. Steinberger hingegen erreichte den Gipfel als Erster ohne Führer und sogar im Alleingang, was als wichtiger Schritt für die Entwicklung der sportlichen Komponente des Bergsteigens gesehen wird. Nur eine Woche später, am 24. August, gelang Steinberger, wiederum im Alleingang, die Erstbesteigung der 3851 m hohen Königspitze. Diese Tour, bei der er von Trafoi ausgehend in 18 Stunden eine Strecke von 24 Kilometern und 2750 Höhenmetern Aufstieg in hochalpinem Gelände zurücklegte, wurde jedoch 1894 von Louis Friedmann, der eine Wiederholung dieser Tour versucht hatte und gescheitert war, angezweifelt. Viele Jahre lang galt Steinbergers Erstbesteigung als fragwürdig, heute werden seine Schilderungen aber überwiegend für glaubhaft gehalten.
Am 28. Juni 1857 wurde Steinberger zum Priester geweiht und stellte in Folge seine alpinistische Tätigkeit ein. Im Dezember 1864 folgten seine Aufnahme in den Kapuzinerorden und die Annahme des Ordensnamens Pater Corbinian nach dem Heiligen Corbinian, dem ersten Bischof von Freising. Steinberger wurde daraufhin Prediger in Rosenheim, Türkheim, Burghausen und Laufen, im Kapuzinerkloster Altötting und in Vilsbiburg war er als Guardian tätig. Am 28. Juni 1905 starb er infolge eines Schlaganfalls, während er bei einem Studienfreund in Anger zu Besuch war.